# Oppia hungarica
Oppia hungarica är en kvalsterart som beskrevs av Karpelles 1893. Oppia hungarica ingår i släktet Oppia och familjen Oppiidae. Inga underarter finns listade i Catalogue of Life.